# Les Années difficiles
Pour plus de détails, voir Fiche technique et Distribution.
Les Années difficiles (titre original : Anni difficili) est un film italien réalisé par Luigi Zampa, sorti en 1948. 

## Synopsis
Le drame d'un modeste fonctionnaire sicilien, Aldo Piscitello, contraint, sous Mussolini, d'adhérer au fascisme pour conserver son emploi, et qui le perd réellement à la Libération. Le maire (podestà) qui le congédie pour avoir été au Parti fasciste est le même qui le força, autrefois, à s'y inscrire...

## Fiche technique
- Titre du film : Les Années difficiles
- Titre en italien : Anni difficili
- Réalisation : Luigi Zampa, assisté de Mauro Bolognini
- Scénario : Sergio Amidei, Franco Evangelisti, Enrico Fulchignoni, Vitaliano Brancati d'après sa nouvelle Il vecchio con gli stivali (Le Vieux avec les bottes).
- Photographie : Carlo Montuori, Mario Montuori - Noir et Blanc
- Décors : Ivo Battelli (it)
- Costumes : Giuliana Bagni
- Montage : Eraldo Da Roma
- Musique : Franco Casavola
- Production : Domenico Forzati pour Briguglia Film
- Durée : 113 minutes
- Pays d'origine :  Italie
- Année de sortie : 1948
- Genre : Drame social/Comédie satirique
- Affiche : Boris Grinsson (France)

## Distribution
- Umberto Spadaro : Aldo Piscitello
- Massimo Girotti : Giovanni Piscitello, son fils
- Ave Ninchi : Rosina, l'épouse d'Aldo
- Odette Bedogni (future Delia Scala) : Elena
- Milly Vitale : Maria, fiancée de Giovanni
- Ermanno Randi
- Ernesto Almirante : le grand-père
- Enzo Biliotti : le podestà

## Commentaires
- Anni difficili est le premier film d'une trilogie consacrée par le réalisateur Luigi Zampa aux années du fascisme italien. Les deux autres réalisations étant Anni facili (1953) et Anni ruggenti (1962).
- Anni difficili « affrontait à chaud les problèmes du passé récent de l'Italie » et fit donc « figure de pavé dans la mare. »[1]. Le film déchaîna une violente campagne de presse entre journaux de gauche et de droite. Au Parlement, des députés réclamèrent que le film soit mis sous séquestre au motif qu'il attentait à l'honneur national.
- Comme pour Vivre en paix (1946) ou L'Honorable Angelina (1947), Luigi Zampa s'attache surtout à décrire des gens simples sous le fascisme. « Je me suis toujours intéressé à ce type de personnages. Mon père était ouvrier, un cheminot qui, pour avoir osé faire grève, fut rétrogradé par les fascistes à un emploi subalterne. Je suis né dans un quartier populaire, (...), d'antifascistes sans cesse arrêtés. C'est cette vie que je comprends le mieux (...) », dit-il[2].

## Récompenses et distinctions
- En sélection officielle à la Mostra de Venise 1948, gagnant de la coupe ENIC[3]